# Castell de Malla
El Castell de Malla és un edifici de Malla (Osona) declarat bé cultural d'interès nacional.

## Descripció
L'any 1918 l'arquitecte Josep M. Pericas va fer uns apunts de les restes que encaren eren visibles llavors al cim del puig de Malla o del Clascar. El dibuix indica les restes d'estances rectangulars i un mur de tancament al costat nord que segueix la forma del turó.
Actualment de l'antic edifici només queden, a nivell de superfície, quatre pedres escampades.

## Història
El nom primitiu del castell va ser d'Orsal, Orsalitano, Ursal o Ursalitano i fins al segle xi no va canviar per Malla. El terme del castell apareix citat a partir de 924. El domini estigué en mans del comte de Barcelona a partir del 1067 i anteriorment pertanyia a la família vescomtat gironina.
A principis del segle xii el rei l'infeudà a la casa de Montcada, i més tard, als segles xiv i xv, fou cedit als Cabrera, a Roger de Malla i als seus descendents, d'aquesta manera els antics castlans van passar a ser els senyors del castell.